# ريتشارد كاتس
ريتشارد كاتس (بالألمانية: Richard Katz) هو كاتب وصحفي ألماني وبرازيلي، ولد في 21 نوفمبر 1888 في براغ في التشيك، وتوفي في 8 نوفمبر 1968 في Muralto ‏ في سويسرا.

## وصلات خارجية
- ريتشارد كاتس على موقع مونزينجر (الألمانية)